# نیکولتا-آنکوتا بودنار
نیکولتا-آنکوتا بودنار (رومانیایی: Nicoleta-Ancuța Bodnar؛ زادهٔ ۲۵ سپتامبر ۱۹۹۸) قایقران روئینگ اهل رومانی است.
وی در مسابقات کشوری و بین‌المللی در مجموع برندهٔ ۳ مدال طلا، ۲ مدال نقره شده‌است.